# Owe Pellsjö
Owe Börje Conny Pellsjö, född 25 oktober 1937 i Jönköping, död 25 augusti 2011 i Sölvesborg, var en svensk målare, grafiker och skulptör.
Owe Pellsjö utbildade sig på Konstfack i Stockholm, för Elis Eriksson och vid Konstakademin i Madrid. I mitten av 1950-talet gjorde Pellsjö utlandsresor till bland annat Frankrike och Spanien. Han var en längre tid bosatt i Barcelona men flyttade i slutet av 1960-talet tillbaka till sin barndomsstad Norrköping. Han bosatte sig i Sölvesborg 1972. Pellsjö finns bland annat representerad vid Moderna Museet i Stockholm och Kalmar Konstmuseum.

## Offentliga verk i urval

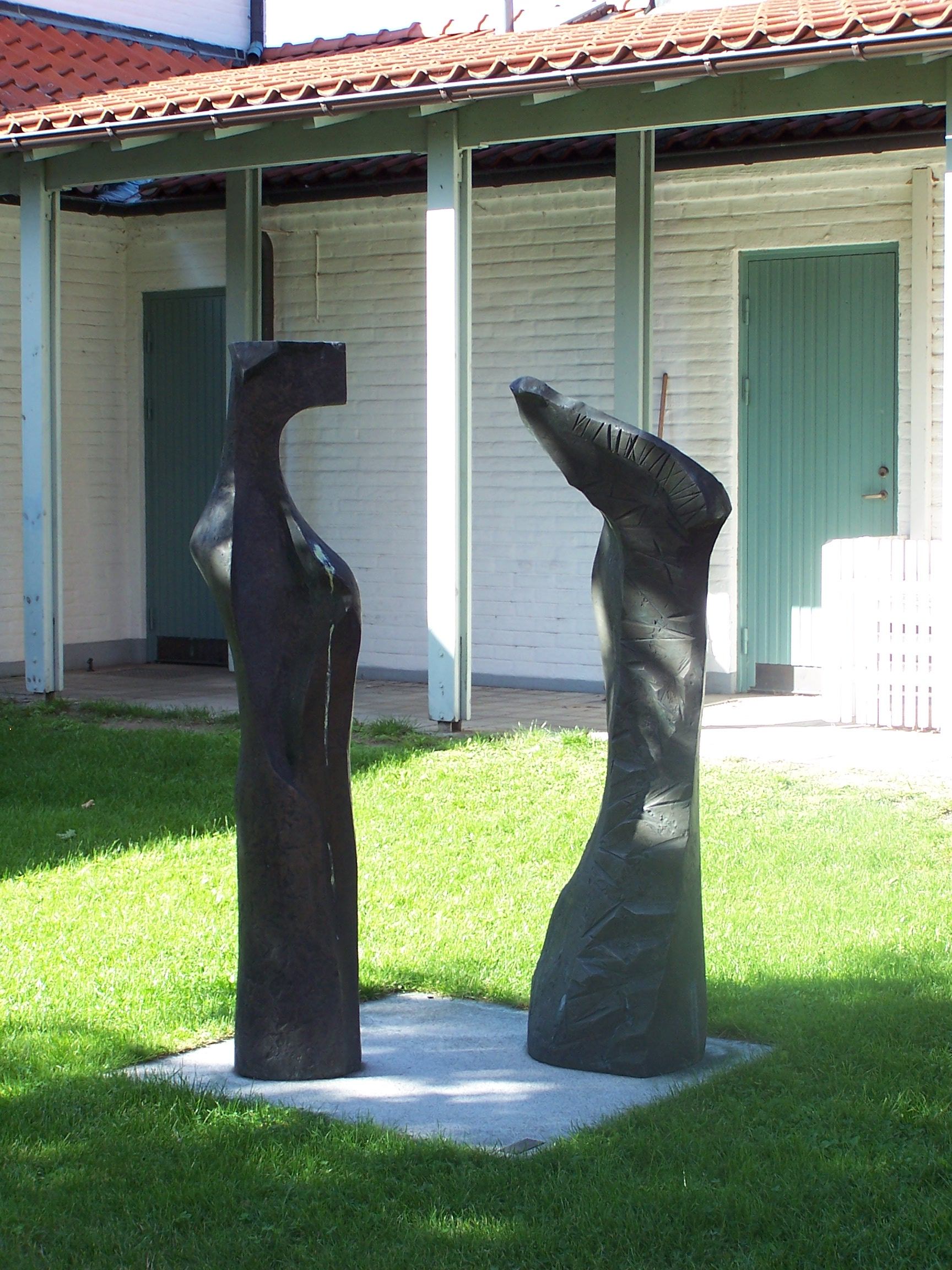
Eva och fornfyndet
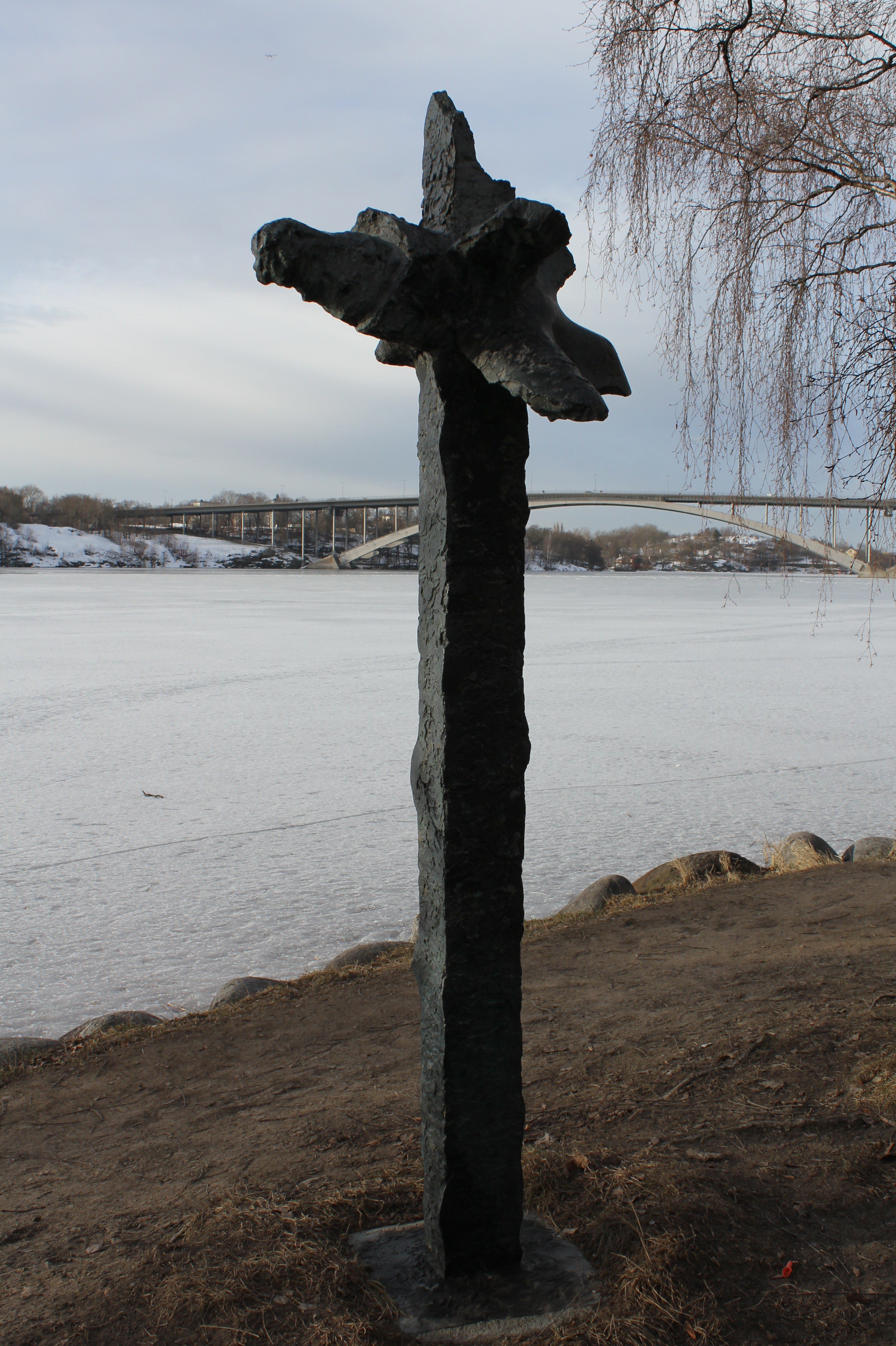
Organisk form
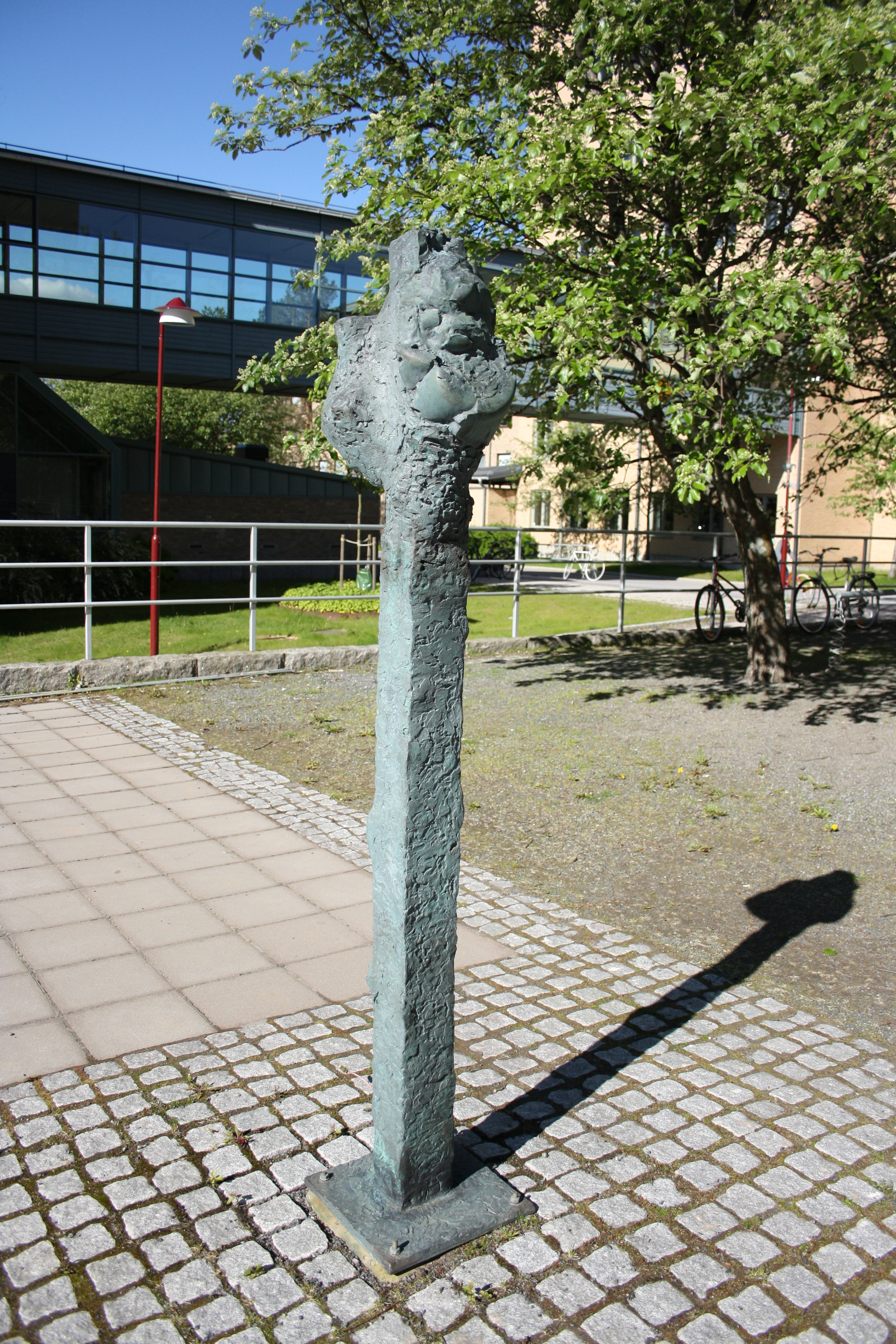
Hyllning till Gaudí
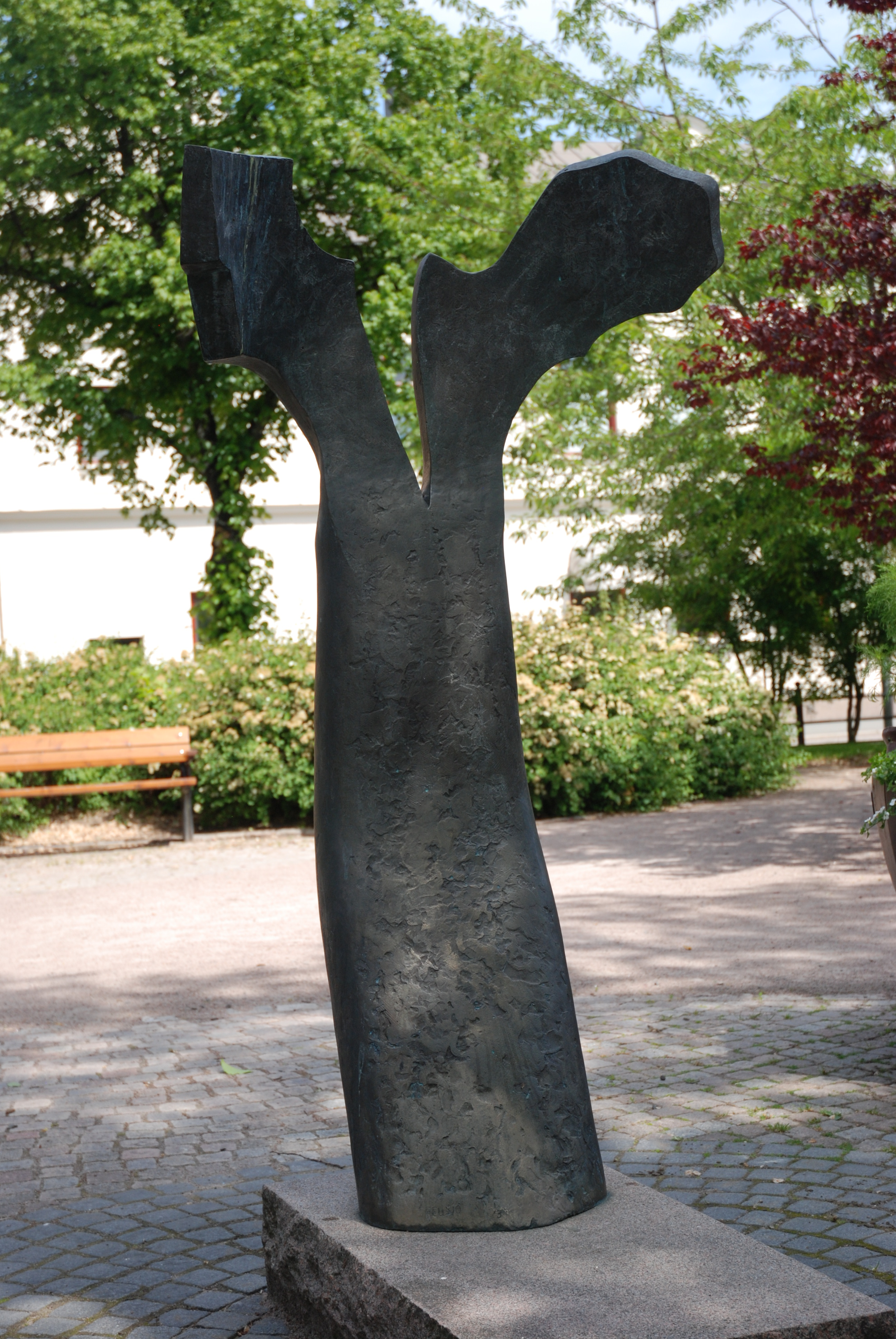
Nike, minnesmärke för Olof Palme, Olof Palmes Plats i Jönköping
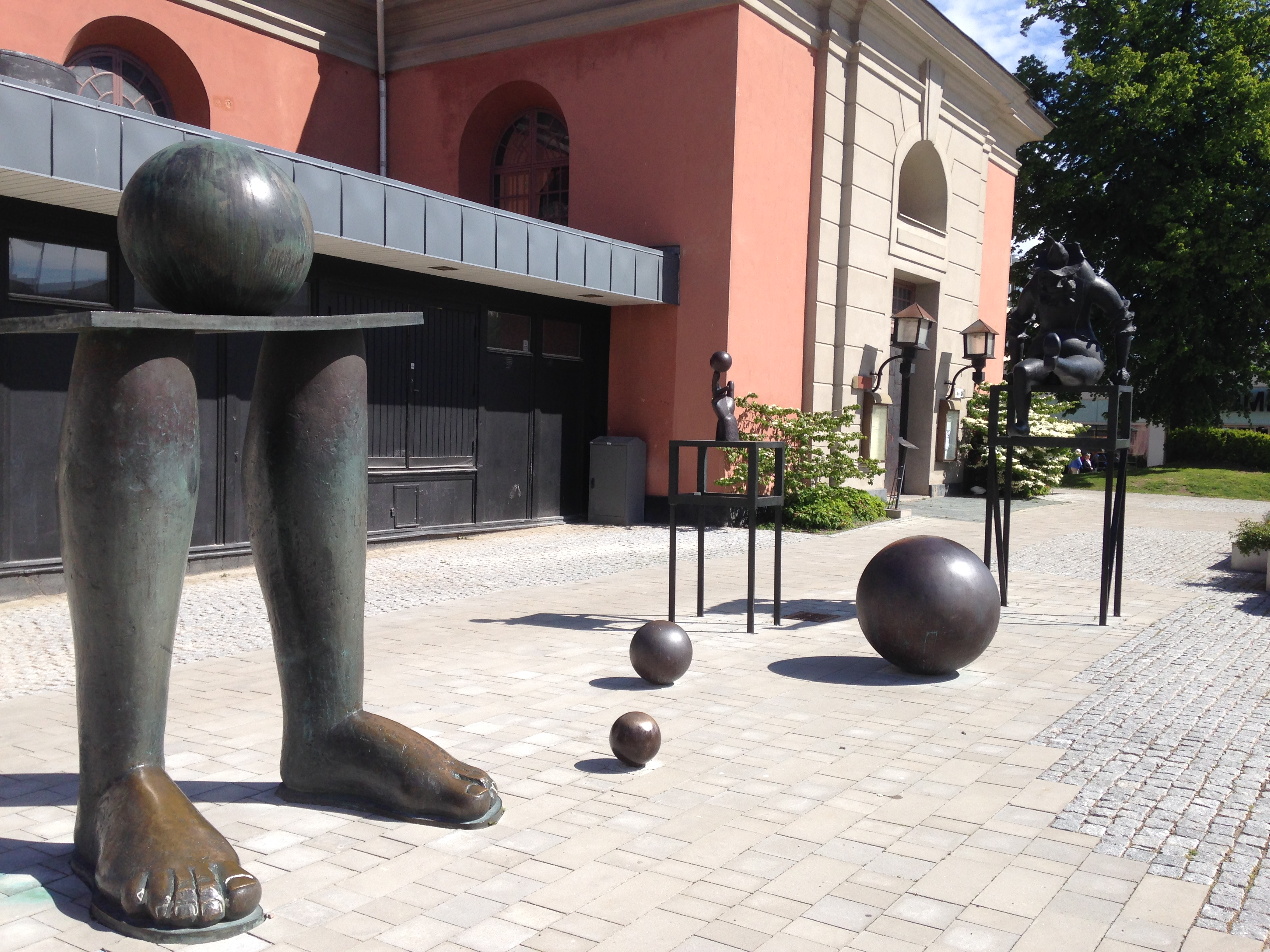
Gycklaren, giganten och jonglören, brons och stål, 1974, Hörsalsparken i Norrköping
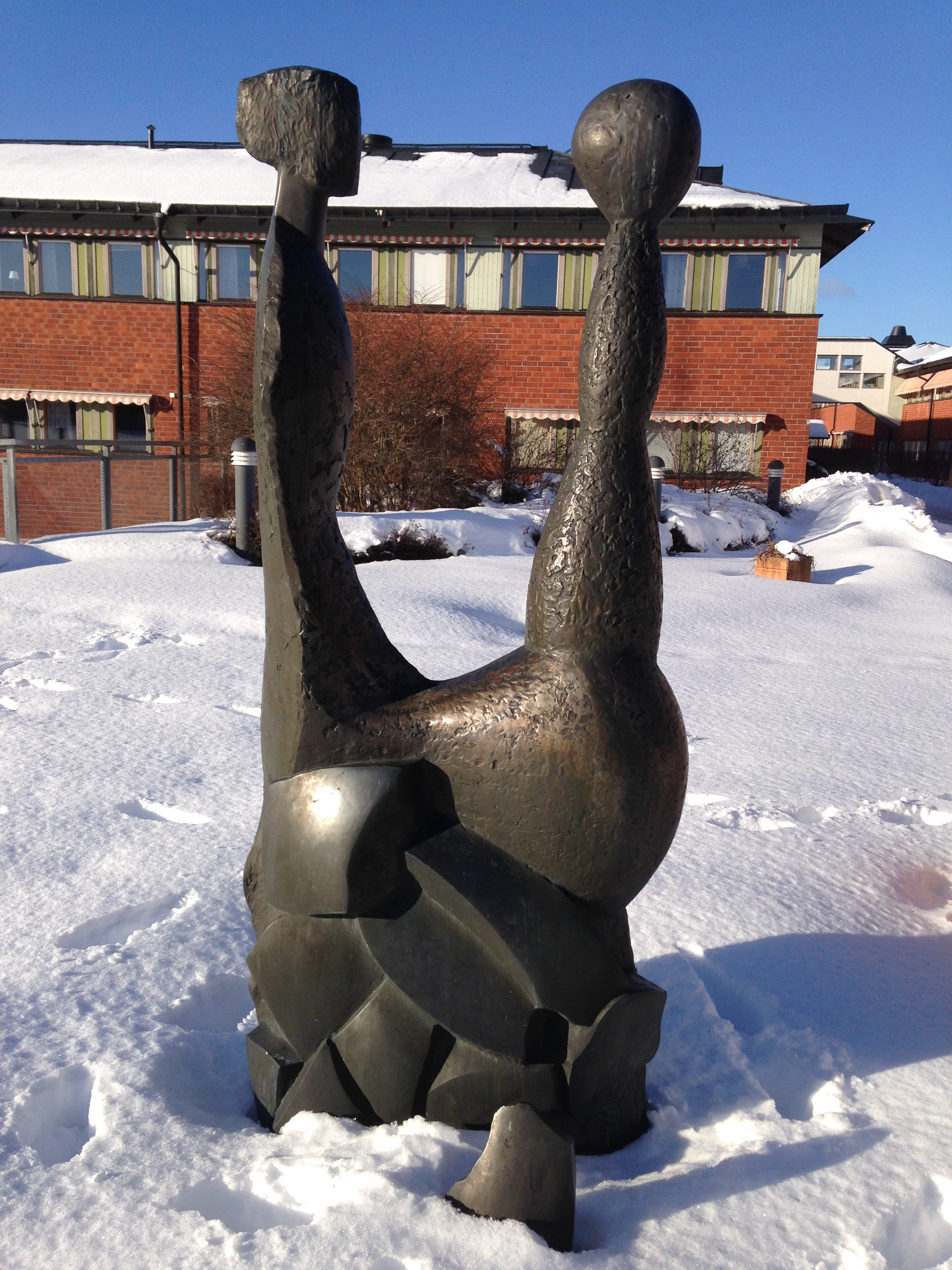
Ask och Embla, brons, 1979, Väg- och trafiksäkerhetsverket i Borlänge
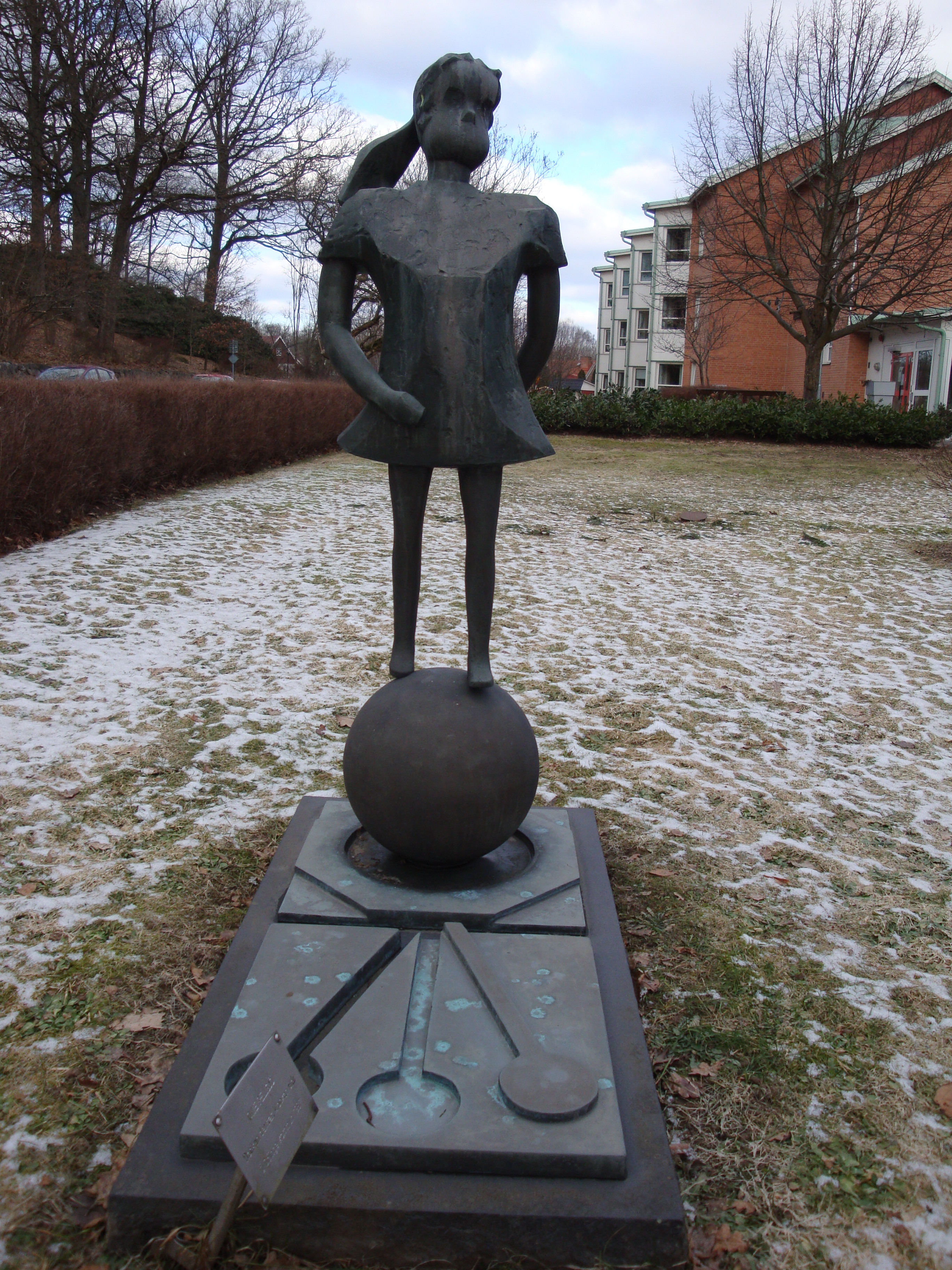
Flickan dansar, klockan slår, Broby
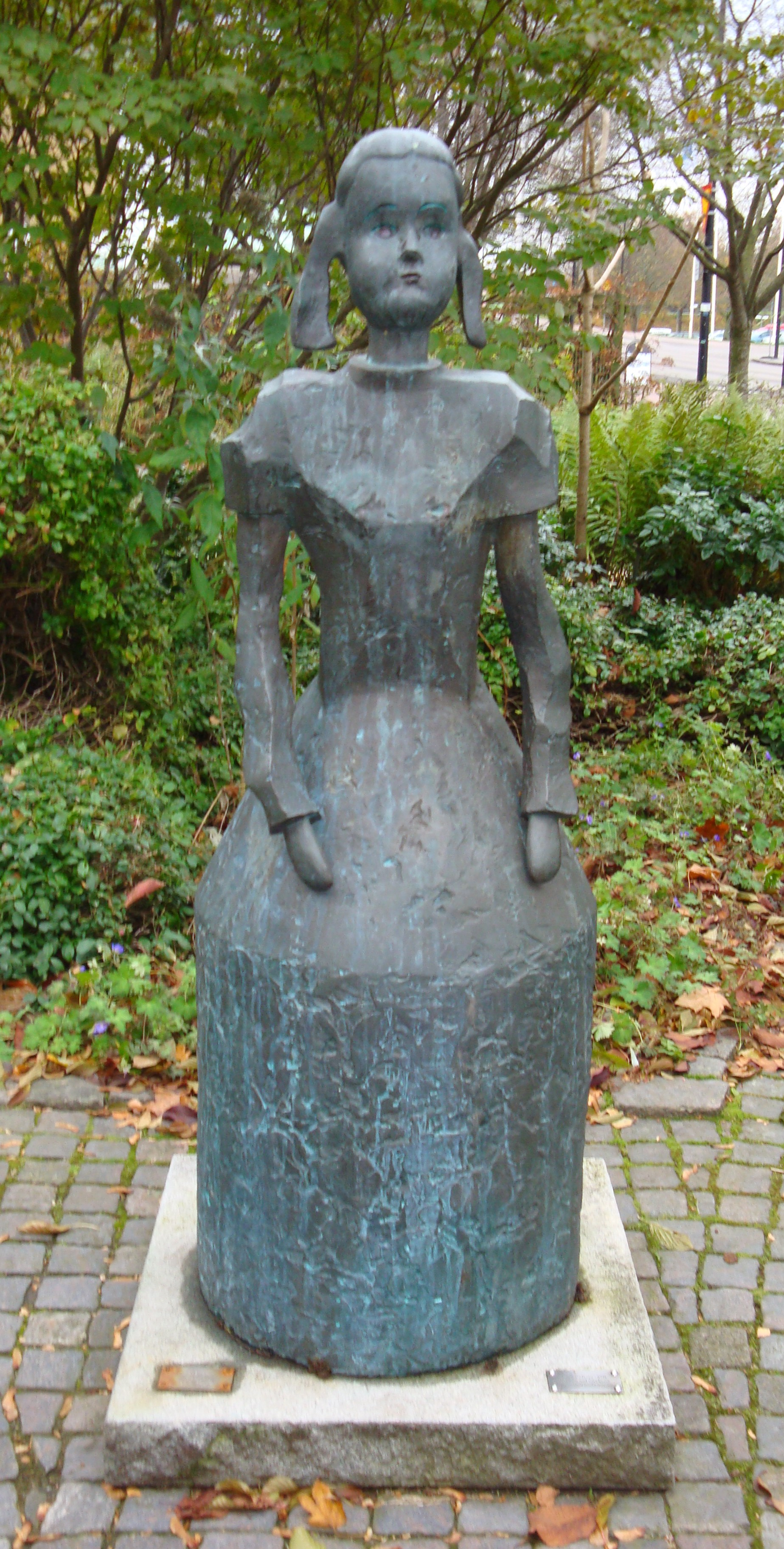
Dockan vid näckrosdammen, 1990, vid Thulingatan, Ängelholm

- Felicia, 1976, Falkviksgården i Falkvik, Sölvesborg
- Dockan vid näckrosdammen, 1990, vid Thulingatan, Ängelholm.
- Eva och fornfyndet, brons, 1990, Församlingshemmet i Sölvesborg
- Nike, brons, 1989, Olof Palmes plats, Västra torget i Jönköping
- Treklöver, brons, Östra Storgatan 34 i Kristianstad
- Gycklaren, giganten och jonglören, brons och stål, 1974, Hörsalsparken i Norrköping
- Organisk form, brons, 1971, Norr Mälarstrand vid John Erikssonsgatan på Kungsholmen i Stockholm
- Skulpturbrunn, Sommarro, 1985, Östra Boulevarden 1 i Kristianstad
- Ask och Embla, brons, 1979, Väg- och trafiksäkerhetsverket i Borlänge
- Hyllning till Gaudí, En hyllning till arkitekten Antoni Gaudí, Umeå universitets campus
- Flickan dansar, klockan slår, Broby